# Aggene Banket

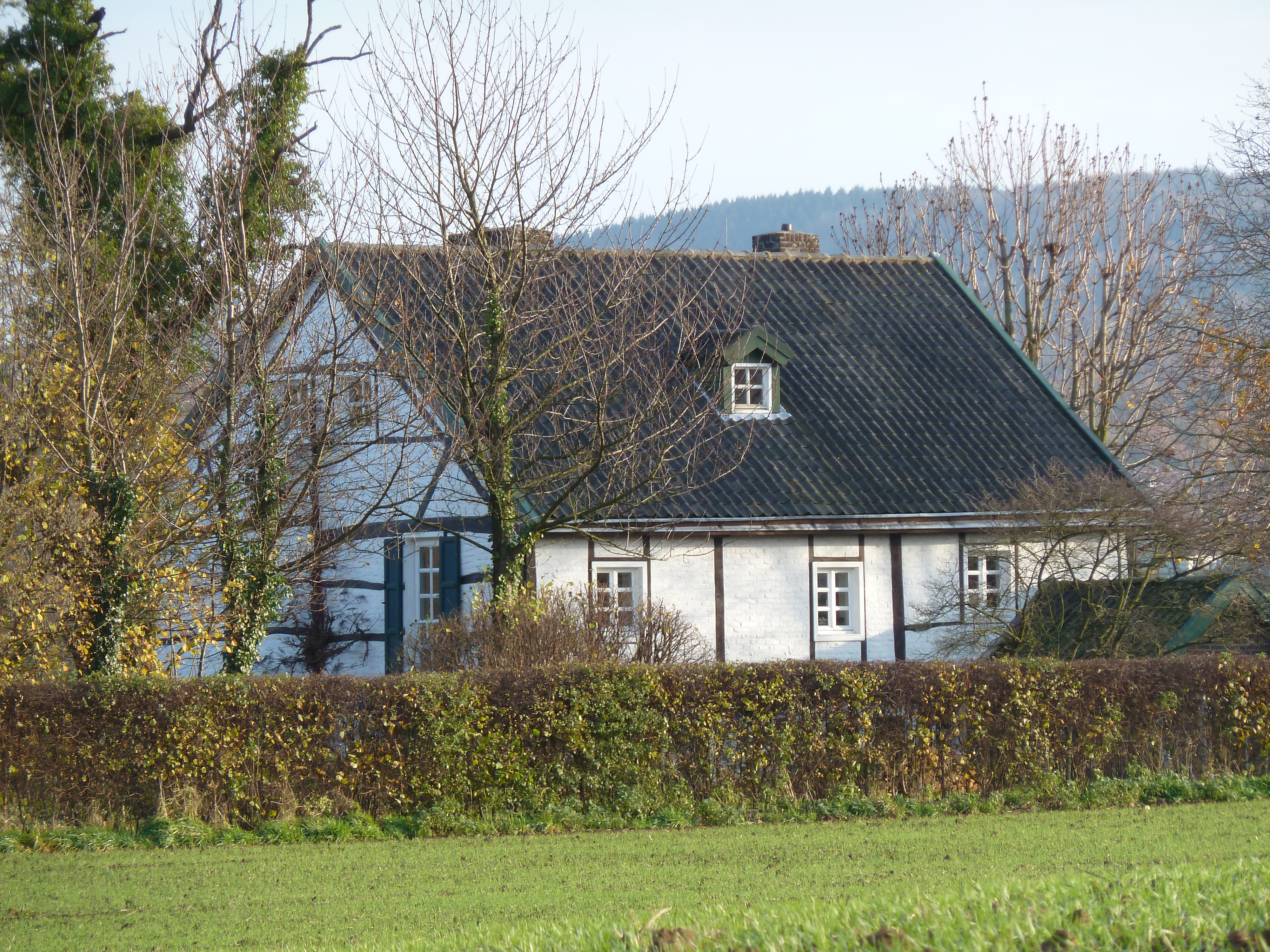
Aggene Banket gezien vanaf de Oude Akerweg (2010)

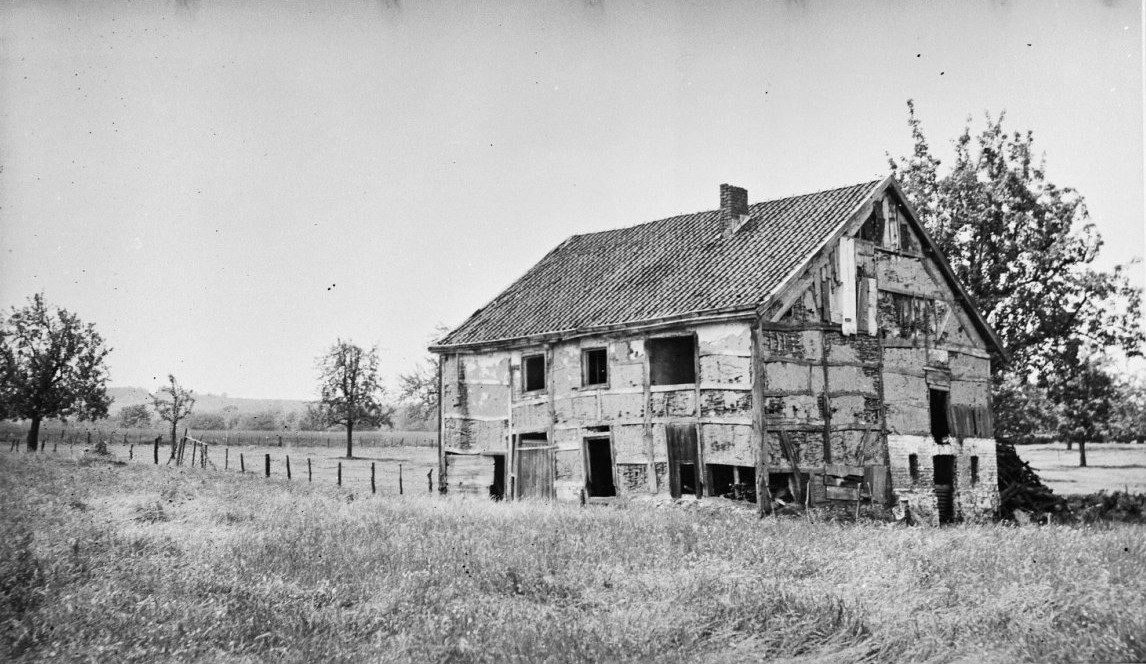
Aggene Banket omstreeks 1960

Aggene Banket is een rijksmonument in de buurt van Holset in de Nederlandse provincie Limburg. Deze vakwerkboerderij diende vroeger als zetel ("Hall") van de schepenbank.
De hoeve bevindt zich aan de Oude Akerweg (huisnummer 20) tussen Vijlen en Holset.

## Geschiedenis
De schepenbank van Holset was de hoofdbank voor zowel Einrade als Vaals en Vijlen. De eerste vermelding hiervan stamt uit 1634. De heerlijkheid Holset kwam in 1656 onder bestuur van de Staatste drossaard van 's-Hertogenrade. Vermoed wordt dat in deze periode in Aggene Banket recht werd gesproken.
Het gemeentewapen van Vaals, waarin Holset zich bevindt, heeft een oorsprong als zegelstempel van deze schepenbank.
Het gebouw is tegenwoordig in gebruik als woonhuis.

### Constructie
Het vakwerkgedeelte is het oudst en staat op een breukstenen sokkel. Dit deel is uitgebreid tot een rechthoekige vorm onder een zadeldak. Later werd het gebouw uitgebreid met een bakstenen deel. Omstreeks 1960 was het gebouw vervallen waarna in 1962-1963 een ingrijpende herstelling volgde.